# スーパー007
スーパー007(原題 - Tarzan and the Super 7)は、アメリカで1978年から1980年にかけてCBSで全33話が放送されたテレビアニメ、アニメーション製作はフィルメーション。日本では1980年1月7日から同年2月1日まで東京12チャンネル（現：テレビ東京）で『まんがスーパー007』のタイトルで平日19時15分から19時30分まで放送していた。ナレーションは不明。

## 概要
この番組の開始当初は90分番組だったが、1979年頃から60分番組へ変更された。1980年から1981年まではバットマンとセットで『Batman and the Super 7』というタイトルで改題し放送したこともある。
アメリカでは以下の作品と一緒に放送された。
- ジャングルの王者ターザン (Tarzan, Lord of the Jungle)
- 電光石火バットマン (The New Adventures of Batman)
- The Freedom Force
- Jason of Star Command ※実写作品
- Manta and Moray
- Superstretch and Microwoman
- Web Woman

## キャラクター
ターザン
声 - ロバート・リッジリー
スーパーストレッチ
声 - タイ・ヘンダーソン
マイクロ・ウーマン
声 - キム・ハミルトン
ウェブ・ウーマン
声 - リンダ・ゲイリー